# Carlota Pereda
Carlota Pereda (Madrid, 12 de gener de 1975), és una directora, realitzadora i guionista espanyola. El seu curtmetratge Cerdita ha guanyat el Premi Goya a millor curtmetratge en 2019.

## Formació
Va estudiar cinema a l'Escuela de Cinematografía y del Audiovisual de la Comunidad de Madrid (ECAM).

## Carrera
Carlota Pereda ha desenvolupat la seva carrera audiovisual en treballs de ficció per a televisió. Ha treballat com a guionista en la sèrie Periodistas, com a realitzadora a les sèries Los hombres de Paco, Águila Roja, Luna, el misterio de Calenda i com a directora a El secreto de Puente Viejo, Lex, Lalola i Acacias 38.
El seu primer curtmetratge, Las Rubias, va ser seleccionat en 140 festivals nacionals i internacionals. Va ser premiat a la Semana de Cine de Medina del Campo, al Certamen Internacional de Cortos Ciudad de Soria i als Premis Fugaz, entre d'altres.
El seu segon curtmetratge com a directora, Cerdita li va valer el Premio Goya a millor curtmetratge de ficció en 2019. És protagonitzat per Laura Galán, i va comptar amb diverses seleccions en festivals de guió com Oaxaca FilmFest, Austin Film Festival, Lusca Fantastic Film Fest, Shriekfest, Genre Blast, Austin Revolution Film Festival o WeScreenplay, entre d'altres. Gràcies a la quantitat de premis, Cerdita es convertirà en llargmetratge amb suport del projecte Pop Up Film Residency.

## Filmografia
- Las Rubias  (curtmetratge) (2016)
- Cerdita (curtmetratge) (2018)
- Cerdita (2022)
- La ermita (2023)